# Nippes
Cet article possède un paronyme, voir Nippe.
Le département de Nippes (créole haïtien : Nip) est l'un des dix départements d'Haïti. Situé sur la côte nord de la Péninsule de Tiburon, sa superficie est de 1 268 km2 et on estime sa population à 311 497 habitants (recensement par estimation de 2009). 

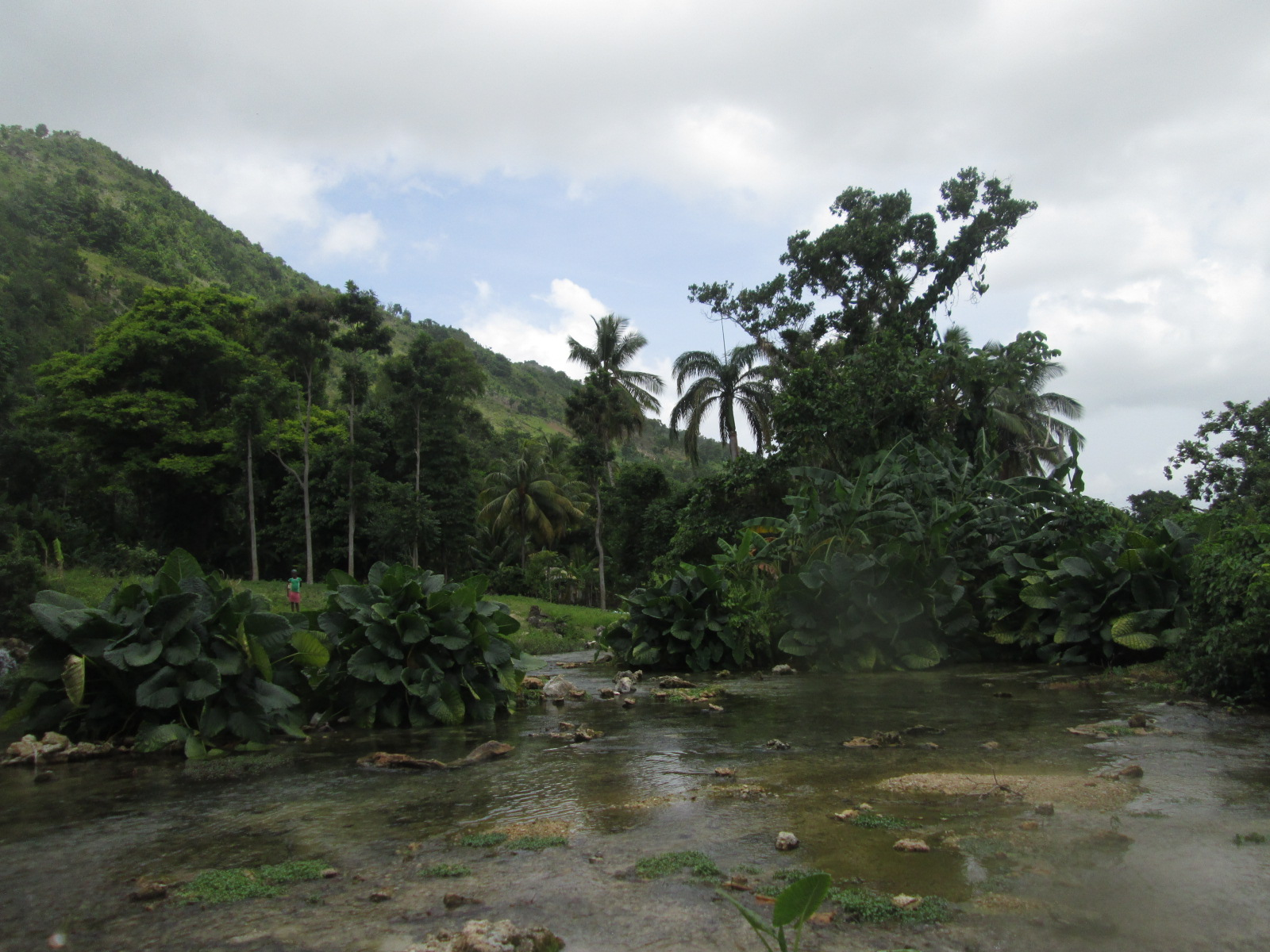
Saut du Baril

## Divisions administratives
Le département des Nippes a été créé en 2003 sur la partie orientale du département de la Grand'Anse. Il est divisé en 3 arrondissements et 11 communes :
- Arrondissement de Miragoâne (4 communes) : 
  1. Miragoâne
  2. Petite-Rivière-de-Nippes
  3. Fonds-des-Nègres
  4. Paillant
- Arrondissement d'Anse-à-Veau (5 communes) : 
  1. Anse-à-Veau
  2. L'Asile
  3. Petit-Trou-de-Nippes
  4. Plaisance-du-Sud
  5. Arnaud
- Arrondissement de Barradères (2 communes) : 
  1. Barradères
  2. Grand-Boucan